# 馬修森角
74°23′S 132°33′W / 74.383°S 132.550°W
馬修森角（英語：Mathewson Point）是南極洲的海岬，位於瑪麗伯德地，處於謝潑德島北端的蓋茨冰架側，以美國海軍上尉命名，現時由南極條約體系管理。